# ミクロ・マクロ・ループ
ミクロ・マクロ・ループ（英語: micro-macro loop）は、組織論・会計学・経済学・人工知能論・社会科学方法論の分野などで主題となっているが、分野により意味に異同がある。日本で生まれた概念である。人によってミクロマクロ・ループ、ミクロ・マクロループなど表記にゆれがある。
今井賢一・金子郁容のミクロ・マクロ・ループは組織論的な考察であるが、塩沢由典のミクロ・マクロ・ループ論は、社会科学の方法論として提案されている。方法論的個人主義・方法論的全体主義の双方に問題があるとの認識に基づいている。

## 起源
今井賢一・金子郁容『ネットワーク組織論』(岩波書店、1988.1)において用いられたものが初出とされている。しかし、塩沢由典は、今井・金子の定義を忘れたまま、ことばの感覚から、方法論的個人主義とも方法論的全体主義ともことなる方法の必要を示す概念としてミクロ・マクロ・ループを使い始めたため、日本において2種類の概念が流布することになった。今井賢一と金子郁容は、清水博の「ホロニック・ループ」という概念から示唆を受けたが、この語のもつ多義性を避けるために「ミクロ・マクロ・ループ」という表現を用いると断っている。
経済学においては、塩沢のミクロ・マクロ・ループは、磯谷明・植村恭博らの「制度論的ミクロ・マクロ・ループ」、西部忠らの「ミクロ・メゾ・マクロ・ループ」といった概念に展開している。

## 概念と異同
今井・金子の『ネットワーク組織論』では、「ミクロ・マクロ・ループとは、ミクロの情報をマクロ情報につなぎ、それをまたミクロレベルにフィードバックするという仮想上のサイクルのことである」と定義されている。清水博の「ホロニック・ループ」は、「マクロとミクロの間のフィードバック・ループ」と簡単に定義されている。
塩沢由典によるミクロ・マクロ・ループの初出は、専修大学社会科学研究所のシンポジウムにおける報告「慣行の束としての経済システム」でミクロ・マクロ・ループを論じたのが最初である。一文による定義はないが、経済をミクロの行動から構成されるとみる新古典派の経済システム観を批判する方法論的見地として試論的に提起されている。塩沢によれば、状況の複雑さと視野・合理性・働きかけの限界を考えるならば、経済行動は最大化行動ではありえず、プログラム化された定型的なものとみなさなければならない。それらは、環境による選択へて進化してきたものであり、その環境とは経済では「経済の総過程」である。したがって、新古典派のように、ミクロ行動のみから経済過程を構成できると考えることはできず、ミクロの行動が経済の総過程を生み出すとともに、総過程のあり方がミクロの経済行動をも(選択と進化を介して)規定している側面を無視してはならない。したがって、経済はミクロ・マクロ・ループとみなければならない。このことは、同時に社会科学に根強い方法論的全体主義の欠陥をも明らかにするものであり、ミクロ・マクロ・ループの存在を意識するならば、方法論的個人主義も方法論的全体主義も否定されるという。

### ミクロ・マクロリンク
ミクロ・マクロ・ループと類似の概念としてミクロ・マクロリンクあるいはマクロ・ミクロリンクがある。この概念は、欧米の社会学などでも使用されている。しかし、これは全体(社会)と個人の行動とに密接な関係があることを強調するのみで、情報のループとしても、定型行動の全体過程による選択という視点も明確でない。

## 情報論的ミクロ・マクロ・ループ
この節では。今井賢一・金子郁容『ネットワーク組織論』の系統を引く「ミクロ・マクロ・ループ」論とその流れを扱う。

### 会計学
会計は、企業の行動を少数の情報に集約して、関係者(投資家、経営者)に報告・説明するものである。R.サイモンは、自律的組織においては、ダブル・ループ学習が重要であると指摘している。cは、これを受けて、管理会計が担うべき役割として、ミクロ・マクロ・ループの構築を挙げている。
この系列に属する議論としては、以下がある。
- 廣本敏郎「ミクロ・マクロ・ループとしての管理会計」『一橋論叢』132(5): 583-606, 2004.
- 廣本敏郎編著『自律的組織の経営システム』森山書店、2009.7.特に第1、2、6、9、14章。
- 大西淳也「管理会計の行政への活用に当っての考察」『信州大学経済学論集』(69): 1-23, 2009.

### 教育
川村尚也は、地域ネットワーキングにおけるキーパーソンによる自己組織化を促進するものとしてミクロ・マクロ・ループに注目している。
松岡俊二は、社会経済開発における「キャパシティ・ディベロップメント」の観点から、ボトムアップ・アプローチの一面性を批判し、ミクロ・マクロ・ループに言及している。しかし、ミクロ・マクロ・ループとミクロ・マクロ・リンクを区別できていない側面がある。

## 行動論的ミクロ・マクロ・ループ
この節は、塩沢由典「慣行の束としての経済システム」から派生したミクロ・マクロ・ループ論を紹介する。これは、新古典派経済学と現代古典派とを対比するより大きな構想の一部として提示されたものである。
塩沢のミクロ・マクロ・ループ論は、進化経済学の全体構想のに基づいている。人間の経済行動は、消費者行動ひとつとっても、新古典派経済学が考えるように、個人の選好を前提として最大化として定式化することはできない。人間の現実的能力を考慮するなら、経済行動は定型行動・プログラム行動として定式化しなければならない。それは、長い経済の歴史の中で進化してきたものである。したがって、短期の経済過程を生成するものとして、個人・組織の定型行動を前提することはできるが、現在の経済状態と経済過程とは、長い歴史の結果として生まれたものである。すなわち、短期にはミクロがマクロを決定しているように見えるが、短期の分析で前提される定型行動は、長期の変異と選択の結果であり、そこではマクロがミクロを決定しているしたがって、社会科学の方法論としては、方法論的個人主義と方法論的全体主義の双方に問題があり、ミクロ・マクロ・ループを前提に全体像を構想しなければならない。塩沢の主張は、このように要約されると思われる。
井庭崇は、ミクロ・マクロ・ループを複雑系の特性の一つに挙げ、これは従来のシステム観にない特徴であるとしている。

### 制度論的ミクロ・マクロ・ループ
植村博恭・磯谷明徳・海老塚明『社会経済システムの制度分析』(名古屋大学出版会、初版1998、新版2007)、磯谷明徳『制度経済学のフロンティア―理論・応用・政策』(ミネルヴァ書房、2004)などで展開されたミクロ・マクロ・ループ論。『社会経済システムの制度分析』初版の制度論的ミクロ・マクロ・ループに対しては、塩沢由典の批判がある。これは制度をいかに考えるか(捉えるか)をめぐる争点であり、磯谷明徳(2004)および植村・磯谷・海老塚では、部分的に塩沢の批判を受けていれている。
江口友朗は、開発途上国の経済発展における制度の役割に注目して、制度論的ミクロ・マクロ・ループの意義を論じている。

### ミクロ・メゾ・マクロ・ループ
西部忠は、塩沢由典のミクロ・マクロ・ループ論、磯谷明徳・植村博恭らの「制度論的」ミクロ・マクロ・ループ論と差別化するために「ミクロ・マクロ・ループ」という概念を提唱している。西部は、制度をミクロ・マクロ・ループの観点から考察するとき、制度がミクロともマクロとも取れることを理由に｢メゾ・レベル｣を導入することを強調するが、塩沢はミクロ・マクロ・ループの中間段階に制度をおくことの問題点を当初から指摘している。西部のミクロ・メゾ・マクロ・ループ論は、従来からの制度論と大差ないものになっており、塩沢のミクロ・マクロ・ループ論がもっていたダイナミックスを欠くものとなっている。

## アーキテクチャー論
藤本隆宏は、設計情報の形式的な側面をアーキテクチャ(設計情報)と呼び、そのアーキテクチャに「ミクロ・アーキテクチャ」と「マクロ・アーキテクチャ」とがあり、その間にアーキテクチャも進化するというミクロ・マクロ・ループが観察されるとしている。

## エージェント・ベース・シミュレーション
エージェント・ベース・シミュレーションは、社会における人間の相互作用を計算機内でシミュレートしようとする試みである。従来のシミュレーションでは、人間の行動は固定され、学習のきかないものであったが、コンピュータ科学の進歩により学習可能なエージェントを構成することができるようになった。そこで、経済や社会などの諸現象を学習するエージェントたちの相互作用として研究することが近年の研究プログラムで大きな分野を形成している。その際、エージェントと全体システムとの学習と選別による相互作用のダイナミックスを表すものとして「ミクロ・マクロ・ループ」が考えられている。
この考えを具体的に展開したものとして以下ものなどがある。
- 生天目章・岩永佐織・佐藤浩「ミクロ-マクロ・ループによる自己組織性とその評価」『システム制御情報学会誌』46(9), 561-568, 2002-09-15.
- 岩永佐織・生天目章「局所的で異質な意思決定の集合現象」『情報処理学会論文誌』43(5), 1528-1537, 2002-05-15.
- 和泉潔・松井宏樹・松尾 豊「人工市場とテキストマイニングの融合による市場分析」『人工知能学会論文誌』22, 397-404, 2007-11-01.

## 力学系・ゲーム
- 昆野真胤・橋本敬「力学系による市場ダイナミックスの分析」『情報処理学会シンポジウムシリーズ』(数理モデル化と問題解決シンポジウム論文集)2004(12): 247-254, 2004.
- 佐藤尚・橋本敬「社会構造のダイナミクスに対する内部ダイナミクスとミクロマクロ・ループの効果」『情報処理学会論文誌 : 数理モデル化と応用』46(10):81-92.